# Udtjajaure
Udtjajaure är en sjö i Jokkmokks kommun i Lappland och ingår i Piteälvens huvudavrinningsområde. Sjön har en area på 3,13 kvadratkilometer och ligger 517 meter över havet. Udtjajaure ligger i Udtja Natura 2000-område. Sjön avvattnas av vattendraget Udtjajåkkå.

## Delavrinningsområde
Udtjajaure ingår i det delavrinningsområde (735901-164402) som SMHI kallar för Utloppet av Udtjajaure. Medelhöjden är 541 meter över havet och ytan är 15,38 kvadratkilometer. Räknas de 5 avrinningsområdena uppströms in blir den ackumulerade arean 44,68 kvadratkilometer. Udtjajåkkå som avvattnar avrinningsområdet har biflödesordning 3, vilket innebär att vattnet flödar genom totalt 3 vattendrag innan det når havet efter 215 kilometer. Avrinningsområdet består mestadels av skog (45 procent) och sankmarker (33 procent). Avrinningsområdet har 3,3 kvadratkilometer vattenytor vilket ger det en sjöprocent på 21,5 procent.